# Criquet italien
Calliptamus italicus
Espèce
Calliptamus italicus, le criquet italien ou caloptène italien, est une espèce d'insectes orthoptères caelifères de la famille des Acrididae.

## Répartition
- Afrique du Nord.
- Europe méridionale et centrale.
- Proche-Orient.
- Asie centrale surtout (Kazakhstan, Ouzbékistan, Turkménistan).

En France, lors de la période de canicule de l'été 2006, cette espèce a été observée jusqu'à Issy-l'Évêque (Saône-et-Loire). Absent du Benelux.

## Morphologie
Le Criquet italien peut être très commun. Il a les tegmina (élytres) ferrugineux tachés de brun et de jaunâtre, les tibias postérieurs rouges et la base des ailes roses.
Les mâles possèdent des cerques très développés en forme de pince.
On trouve les adultes de juillet à novembre.
- Longueur des mâles : 14 à 25 mm
- Longueur des femelles : 22 à 40 mm[3].
Les individus les plus grands fréquentent le sud de leur aire de répartition.

## Mode de vie

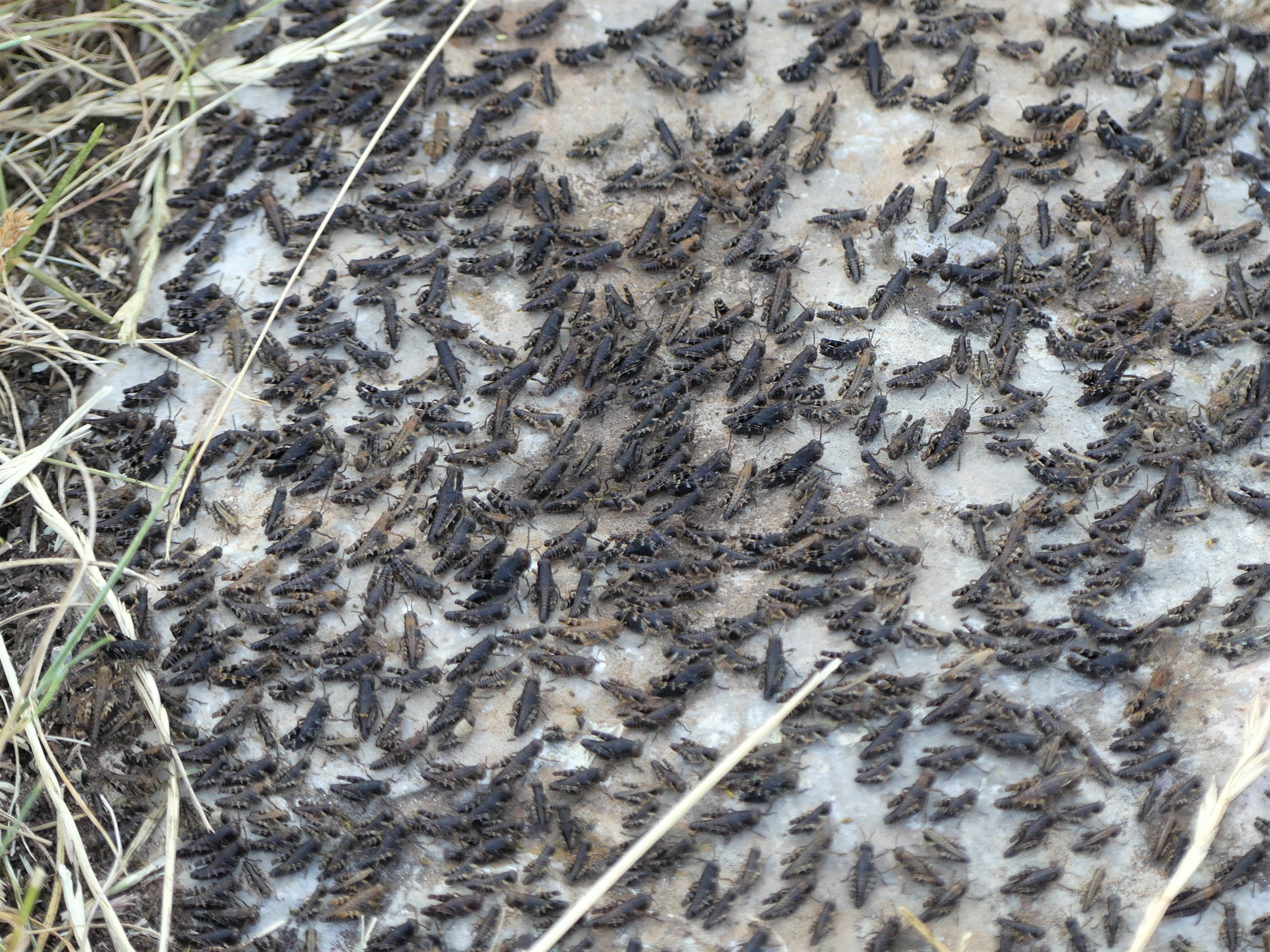
Pullulation de Criquet italien en France (Aveyron) lors de la canicule de juin 2019.

Calliptamus italicus est un locuste c’est-à-dire qui a tendance à devenir grégaire. En cas de conditions favorables, ces criquets prolifèrent et se regroupent en grandes colonies mais ne se déplacent que sur quelques kilomètres ou quelques dizaines de kilomètres à la différence du criquet pèlerin ou du criquet nomade.

En France, il est relativement peu nuisible, car il ne se reproduit qu'une seule fois par an, en août-septembre, et passe l'hiver sous la forme d'œufs. En cas de pluie, les larves sont attaquées par des champignons ou autres  prédateurs.

Ces criquets résistent mieux que d'autres aux insecticides existant dans le commerce.
Les mâles ne stridulent pas ; ils peuvent émettre des sons en frottant leurs mandibules l'une contre l'autre.

## Liste des sous-espèces
Selon Orthoptera Species File (31 mars 2010) :
- Calliptamus italicus albotibialis Nedelkov, 1907
- Calliptamus italicus italicus (Linnaeus, 1758)

## Galerie

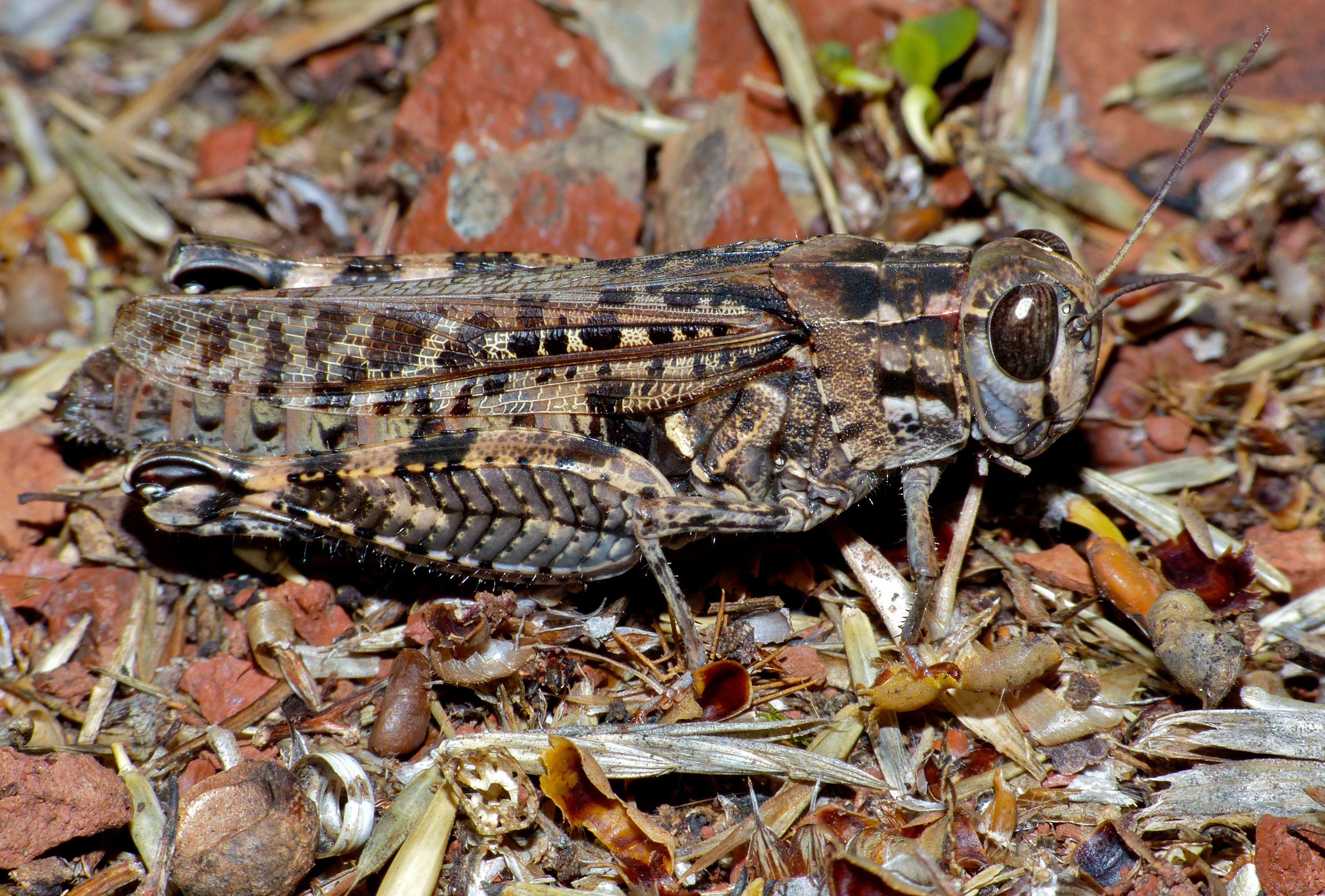
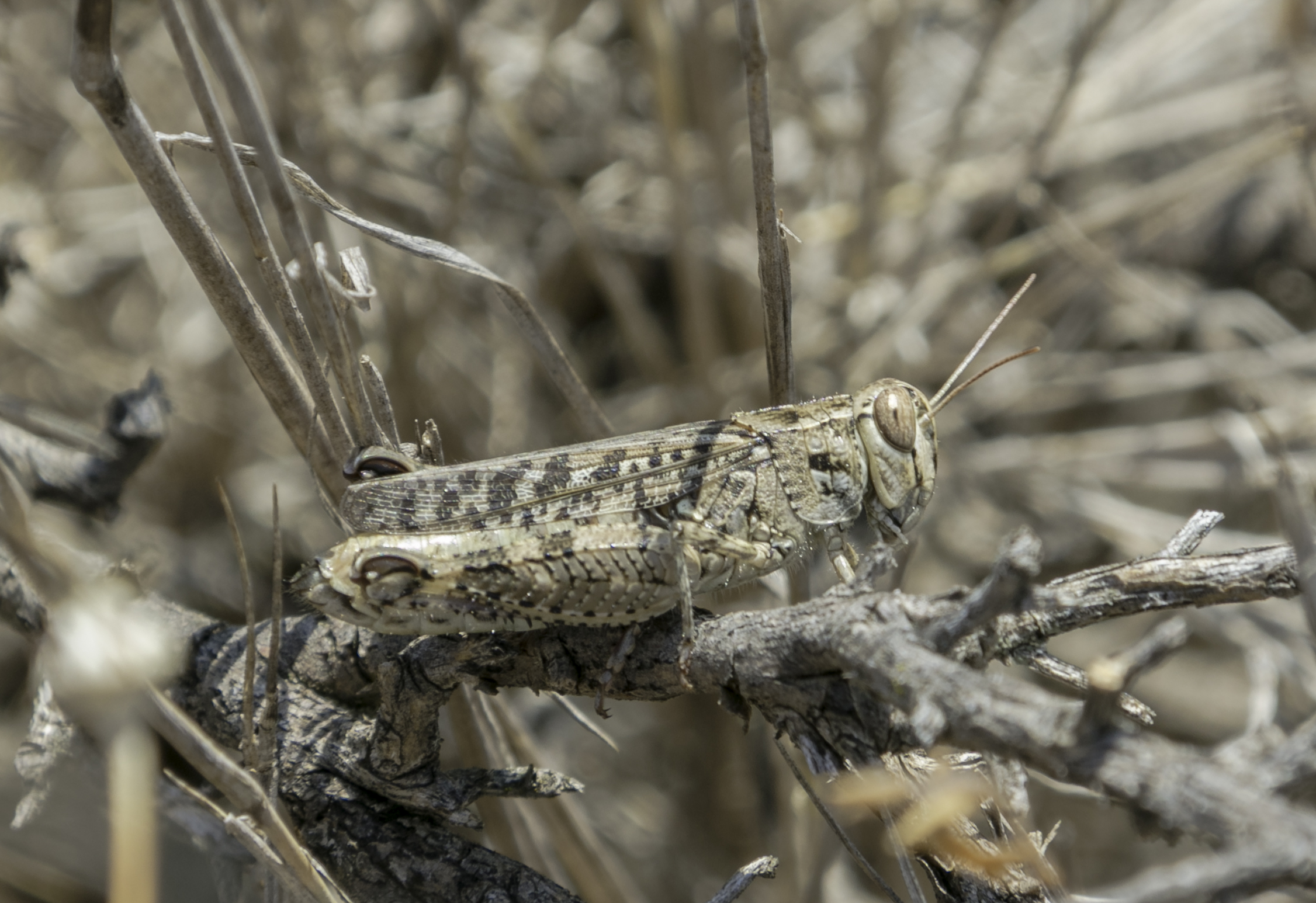
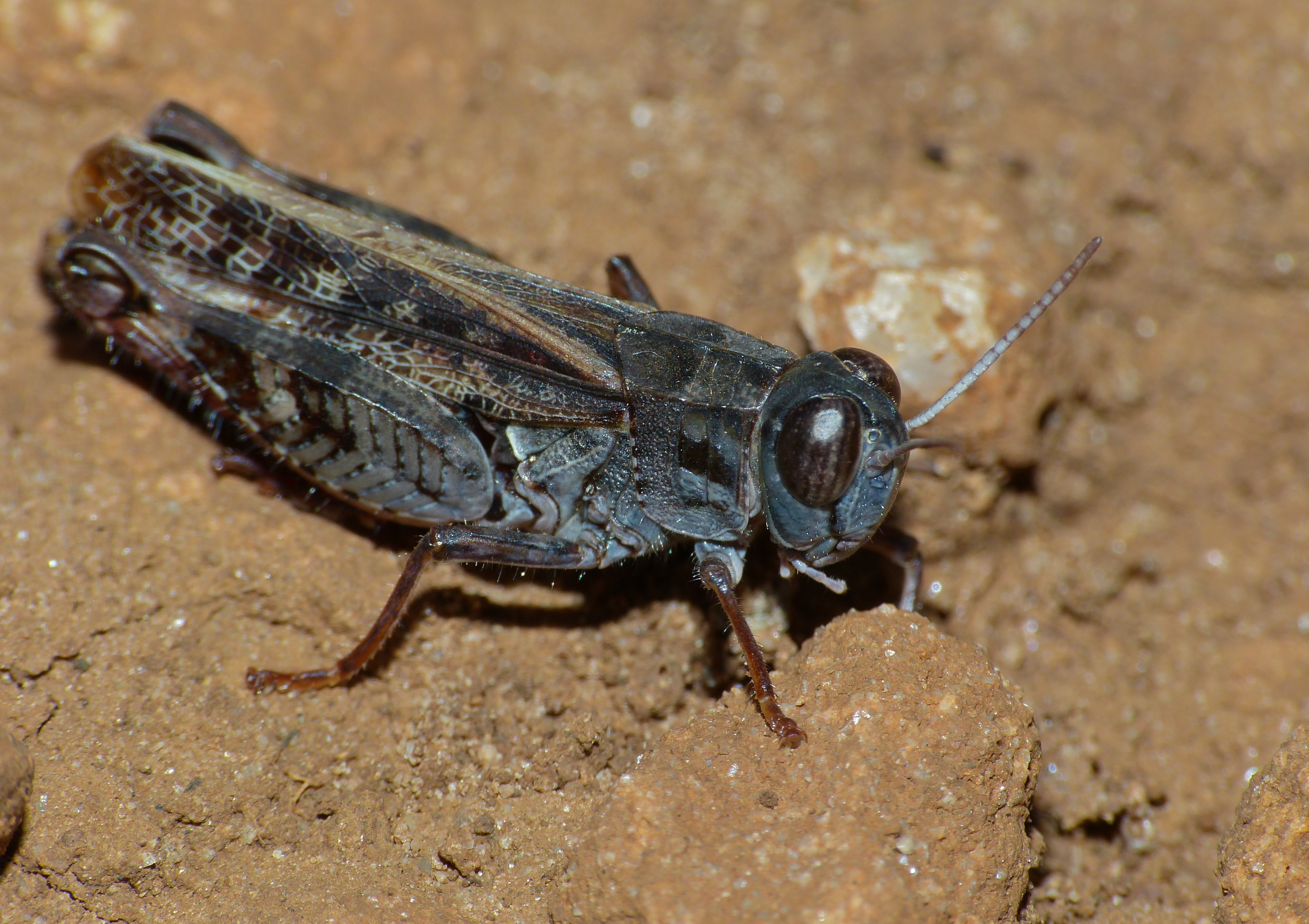
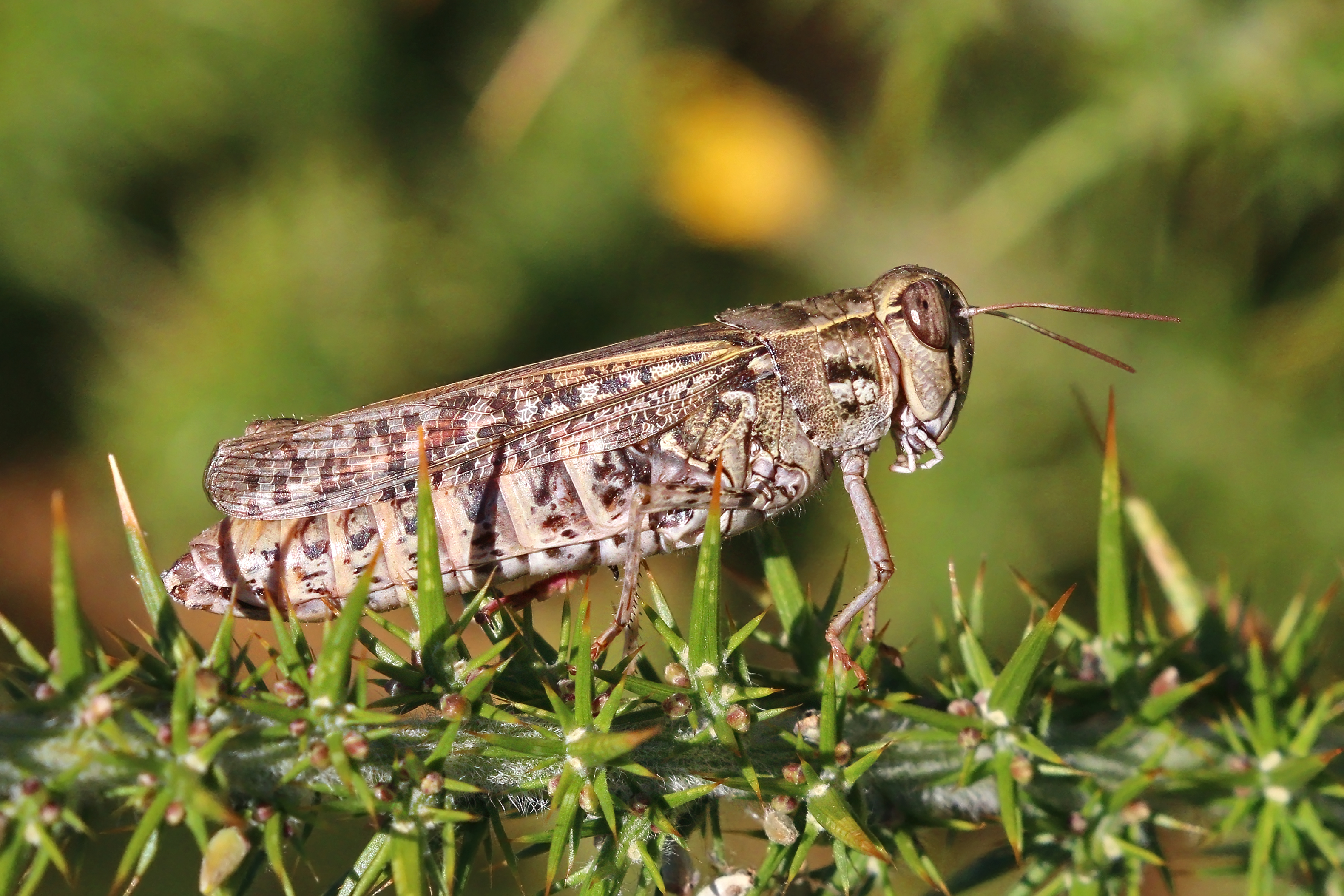